# Atlasjet-Flug 4203
Atlasjet-Flug 4203 war ein planmäßiger Inlandsflug der türkischen Fluggesellschaft Atlasjet (der späteren AtlasGlobal) vom Istanbuler Atatürk-Flughafen zum Süleyman-Demirel-Flughafen in Isparta. Das Flugzeug zerschellte am 30. November 2007 außerhalb der Stadt Keçiborlu, gegen 01:36 Uhr OEZ (23:36 Uhr UTC am 29. November). Das Flugzeug hob in Istanbul um 00:50 Uhr Ortszeit zum etwa 370 Kilometer langen Inlandsflug mit 57 Personen an Bord ab, einschließlich eines sechs Wochen alten Säuglings, der ursprünglich nicht im Flugmanifest geführt wurde, was zunächst zu abweichenden Meldungen über die Zahl der Opfer führte. Der Geschäftsführer von Atlasjet, Tuncay Doğaner, erklärte vor der Presse, dass keine der Personen an Bord den Unfall überlebt habe.
Bei dem Flugzeug handelte es sich um eine McDonnell Douglas DC-9-83/MD-83, die Atlasjet von World Focus Airlines gemietet hatte. Es ist der schwerste und erste Flugunfall von Atlasjet und der erste Flugunfall einer McDonnell Douglas DC-9-83/MD-83 in der Türkei. Die Crew an Bord, die das Flugzeug zum Zeitpunkt des Unfalls flog, kam von World Focus Airlines.
An Bord des Flugzeugs befanden sich auch die Kernphysikerin Engin Arık und fünf weitere Wissenschaftler auf dem Weg zu einer Physiker-Konferenz in Isparta.

## Unfallstelle
Die Unfallstelle lag in einem unwegsamen Gelände, etwa 12 Kilometer vom Flughafen Isparta entfernt. Das Wrack des Flugzeugs zerbrach in zwei Teile. Die Tragflächen und beide Triebwerke der Maschine lagen auf der Spitze eines Berges, während der Rumpf der Maschine etwa 150 Höhenmeter tiefer zum Liegen kam. Gepäck und Trümmer waren weit verteilt. Viele Opfer wurden, teilweise mitsamt ihren Sitzen, an denen sie angeschnallt waren, aus dem Flugzeug geschleudert. Den ersten Berichten zufolge befand sich die Unfallstelle nicht auf der normalen Flugstrecke und auch nicht in der Anfluglinie zum geplanten Landeort. „Es ist nicht zu verstehen, wie sie dort hinkommen konnte“, äußerte sich der Gouverneur der Provinz Isparta.

## Ermittlungen
Die Ermittlungsbehörden bargen am Tag nach dem Unfall die beiden Flugschreiber (Flugdatenschreiber und Cockpit-Stimmenrekorder). Die Wetterbedingungen waren zum Zeitpunkt des Unfalls gut und die Sichtweite betrug 12 Kilometer. Der Unfall ereignete sich kurze Zeit, nachdem die Piloten angekündigt hatten, zur Landung anzusetzen. Geflogen werden sollte ein VOR-Approach auf die Landebahn 05. Dieser hätte ab einer Entfernung von 12 NM von IPT VOR einen Kurs von 043 Grad in Richtung des Flughafens verlangt. Der tatsächlich geflogene Kurs betrug jedoch 073 Grad und führte damit direkt zum Gipfel des Berges Türbetepe. An diesem zerschellte das Flugzeug. Das Bodenannäherungs-Warnsystem (EGPWS), welches die Besatzung akustisch und visuell hätte warnen sollen, war defekt. Es war bereits auf mehreren vorhergehenden Flügen (auf 86 der letzten 235 Flüge) ausgefallen. Sowohl Kapitän als auch Co-Pilot sollen unerfahren gewesen sein. Das Simulator-Training für die Musterberechtigung des Kapitäns umfasste lediglich 20 Stunden statt der vorgesehenen 32 Stunden. Der Co-Pilot soll seine Musterberechtigung über 32 Stunden in Sofia erworben haben. Allerdings fehlt hierüber jegliche Dokumentation. Beide flogen zum ersten Mal den Flughafen von Isparta an. Das Flugzeug flog gegen den Berg, ohne dass ein Notruf erfolgt war. Nach Angaben der Fluggesellschaft Atlasjet gab es keine technischen Probleme mit dem Flugzeug mit dem Luftfahrzeugkennzeichen TC-AKM und der Seriennummer 53185/2090. Das Flugzeug war 1994 in Dienst gestellt worden und mit zwei Triebwerken vom Typ Pratt & Whitney JT8D-219 ausgestattet. Nachdem das Flugzeug bis 1999 Reno Air gehörte und danach von American Airlines betrieben wurde, erwarb im Jahr 2001 Freebird Airlines die Maschine. Im Jahr 2005 wurde World Focus Airways Eigentümerin des Flugzeugs, die es zunächst an Turkish Airlines und danach an Atlasjet verleaste.

## Verschwörungstheorien
Bei dem Unfall kamen fünf türkische Atomphysiker ums Leben, die zu einem Arbeitstreffen des türkischen Teilchenbeschleunigerprojektes der Süleyman Demirel Üniversitesi unterwegs waren. Dies führte in der türkischen Presse zu zahlreichen Verschwörungstheorien. Serkan Gölge (Zaman), die Zeitungen Millî Gazete, Anadolu'da Vakit und Serdar Turgut (Akşam) verbreiteten Theorien, dass ausländische Kräfte ein wichtiges Technologieprojekt der Türkei zum Scheitern hätten bringen wollen und daher das Flugzeug hätten verunglücken lassen. Befeuert wurde diese Verschwörungstheorie dadurch, dass die Physikerin Bilge Demiröz, die ebenfalls an dem Projekt arbeitete, ca. einen Monat später bei einem Unfall schwer verletzt wurde. Dies wurde als Anschlag umgedeutet.